# Вињола (Форли-Чезена)
Вињола (итал. Vignola) је насеље у Италији у округу Форли-Чезена, региону Емилија-Ромања.
Према процени из 2011. у насељу је живело 82 становника. Насеље се налази на надморској висини од 317 м.